# Норьега, Эдуардо (испанский актёр)
Эдуа́рдо Норье́га Го́мес (исп. Eduardo Noriega Gómez; род. 1 августа 1973, Сантандер) — испанский актёр.

## Биография

### Ранние годы
Эдуардо родился в семье мексиканца и испанки и является младшим ребёнком из семи детей. В детстве любил смотреть фильмы Мэрилин Монро. С детства проявлял интерес к музыке, играл на фортепиано и пел. Также 5 лет учился в музыкальной консерватории своего родного города. После окончания школы поступил в университет на юридический факультет, но потом бросил обучение ради актёрской карьеры. Когда Эду было 14 лет, скончался его отец, а спустя 9 лет и мать.
Свободно говорит на испанском, английском, французском и каталанском языках.

### Карьера
С 1993 года Норьега сыграл более 70 ролей в кино и на телевидении.
Более всего известен по ролям в фильмах, отмеченными наградами премии «Гойя»: «Дипломная работа» (1996), «Открой глаза» (1997) режиссёра Алехандро Аменабара, «Палёные деньги» режиссёра Марсело Пиньеро (2000).
Известен также по ролям Энрике в американском фильме «Точка обстрела» (2008), Аподака в фильме «Блэкторн» (2011) и Карлоса в фильме «Наши любовники».
Пробовался на роль Оберина Мартелла в сериале «Игра престолов».

### Личная жизнь
8 февраля 2011 года женился на Тринидад Остерос. В 2014 году у них родилась дочь Марина.

## Фильмография
| Год       |   | Русское название              | Оригинальное название              | Роль                           |
| --------- | - | ----------------------------- | ---------------------------------- | ------------------------------ |
| 1996      | ф | Дипломная работа              | Tesis                              | Боско Эрранс                   |
| 1997      | ф | Удар судьбы                   | Cuestión de suerte                 | Хулио                          |
| 1997      | ф | Открой глаза                  | Abre los ojos                      | Сесар                          |
| 2000      | ф | Палёные деньги                | Plata quemada                      | Анхель                         |
| 2001      | ф | Хребет дьявола                | El espinazo del diablo             | Хасинто                        |
| 2002      | ф | Миротворцы                    | Warriors                           | Лейтенант Алонсо               |
| 2005      | ф | Метод Грёнхольма              | El método                          | Карлос де Аристегуи Сантос     |
| 2005      | ф | Че                            | Che                                | Че Гевара                      |
| 2006      | ф | Капитан Алатристе             | Alatriste                          | Гуадальмедина                  |
| 2007      | ф | Любовные песни в клубе Лолиты | Canciones de amor en Lolita's Club | Рауль Фуэнтес/Валентин Фуэнтес |
| 2008      | ф | Точка обстрела                | Vantage Point                      | Энрике                         |
| 2008      | ф | Транссибирский экспресс       | Transsiberian                      | Карлос Хименес                 |
| 2010      | ф | Агнозия                       | Agnosía                            | Карлес                         |
| 2011      | ф | Блэкторн                      | Blackthorn                         | Эдуардо Аподака                |
| 2012      | ф | Мужчины на грани              | Una pistola en cada mano           |                                |
| 2013      | ф | Возвращение героя             | The Last Stand                     | Гэбриэл Кортес                 |
| 2013      | ф | Пресная вода                  | Sweet Vengeance                    | Мигель                         |
| 2013      | ф | Предчувствие любви            | Presentimientos                    | Santiago                       |
| 2014      | ф | Красавица и чудовище          | La belle & la bête                 | Пердюкас                       |
| 2016      | ф | Наши любовники                | Nuestros amantes                   | Карлос                         |
| 2016      | с | Соната тишины                 | La sonata del silencio             | Рафаэль                        |
| 2017      | ф | Идеальные незнакомцы          | Perfectos desconocidos             | Эдуардо                        |
| 2019      | с | Тебе не спрятаться            | No te puedes esconder              | Даниэль                        |
| 2019      | ф | Переводчики                   | Les traducteurs                    | Хавьер Касаль                  |
| 2019—2021 | с | Аче                           | Hache                              | Алехандро                      |
| 2020      | с | Инес души моей                | Inés del alma mía                  | Педро                          |
| 2022      | с | Тогда и сейчас                | Now and Then                       | Эрнесто                        |
| 2023      | ф | 13 пришествий дьявола         | In the Fire                        | Николас                        |
| 2024      | с | Красная королева              | Reina Roja                         | Жауме Солер                    |